# 流葉温泉
流葉温泉（ながれはおんせん）は、岐阜県飛騨市神岡町伏方150にある温泉。飛騨流葉自然休養園の施設『Mプラザ』3階の中に入っている『流葉温泉ニュートリノ』が所在する。開湯は2000年9月23日。

## 概要
1993年度から始まった県振興補助金（ニューリゾート）制度のもとで、神岡町（当時）が認定され進められていった。1996年7月からふるさと創生事業を使って温泉ボーリングを進め、同年10月21日、地下1,590m地点で毎分82.2リットルの湯の汲み上げに成功した。この温泉は地熱で温められた地下水が断層の割れ目から出るれっか泉である。
1997年度には特定地域における若者定住促進等緊急プロジェクトとして地域活性化の担い手である若年層の定住促進をこれまで以上に促進する必要があり、温泉を核とした施設整備により、雇用の促進と交流人口の増加を図り魅力ある地域を作ることが目的とされた。
2000年9月23日の開湯を経て、2001年9月23日にはひだ流葉スキー場のゲレンデにM型の建物「Mプラザ」がオープンした。「Mプラザ」の名称は、山のマウンテン、多機能のマルチ、大きいことのメガ、憧れの地であるメッカなどを意味している。露天風呂やジャグジー、サウナなどを備えており、北アルプス（飛騨山脈）のパノラマを眺めることも出来る。
営業時間は10:00 - 21:00で火曜が定休日（冬季は無休で、火曜のみ12:30 - 21:00）、料金は大人620円、小学生410円、小学生未満無料である。

## 泉質
- アルカリ性単純温泉[1]。
- 神経痛・筋肉痛・関節痛などに効果がある[1]。（※いずれも効能はその効果を万人に保証するものではない）

## アクセス
- 東海北陸自動車道飛騨清見インターチェンジ経由、高山清見道路（中部縦貫自動車道）高山インターチェンジより車で40分。
- 北陸自動車道富山インターチェンジより車で60分。
- JR東海高山本線飛騨古川駅より車で20分。
- 神岡町市街地（飛騨市神岡振興事務所）より路線バス（濃飛バス）流葉スキー場バス停下車。

## 関連記事
- 割石温泉（同じく旧神岡町内にある温泉）